# مروج‌الذهب و معادن‌الجوهر
مُروج‌الذَهَب و معادن‌الجوهر (به فارسی: مَرغزارهای زر و کان‌های گوهر) کتابی است تاریخی نوشته علی بن حسین مسعودی، تاریخ‌نویس و جغرافی‌دان سدهٔ ۴ هجری. نام کتاب (که برخی به اشتباه مروّج الذهب می‌خوانند) به معنی گذرگاه‌ها و معدن‌های گوهر است (مروج جمع مَرج به معنای چمنزار یا مرغزار است). مروج‌الذهب که در ۱۳ جلد به نگارش درآمده، به ضبط و ثبت تاریخ بشر، داستان‌های تاریخی و مسائل قوم‌شناسی مللی می‌پردازد که مسعودی در مسیر مسافرتهای خود از مصر تا هندوستان آن‌ها را ملاقات کرده بود.
مروج‌الذهب به زبان‌های مختلف ترجمه شده‌است که از آن جمله می‌توان به ترجمهٔ فرانسوی آن که تحت نام Les prairies d'or در سال ۱۹۶۲ در پاریس به چاپ رسیده‌است، اشاره کرد.

## چکیدهٔ کتاب
مروج‌الذّهب آخرین اثر مسعودی و حاصل یک عمر جهانگردی و مطالعه عمیق وی در حوزه اندیشه‌ها و رفتار اقوام مختلف است. او این کتاب را در سال ۳۳۲ هجری قمری نگاشته و در سال ۳۳۶ هجری در آن تجدید نظر کرده‌است. این کتاب که نزد اروپائیان آواز قوی مسعودی نیز نامیده می‌شود، در ۱۳۲ باب تنظیم و به دو بخش قبل از اسلام و بعد از اسلام تقسیم شده‌است. مسعودی در بخش نخست به خلقت جهان و توصیف زمین و ذکر سرزمین‌ها و دریاها و رودها و کوه‌ها پرداخته و همچنین از تاریخ انبیا و اخبار ملت‌ها اعم از یهودی، مسیحی، هندی، ایرانی، یونانی و رومی و عرب مطالبی سخن گفته و در بخش دوم مطالبی از ولادت پیامبر اکرم، تاریخ بعثت و هجرت و خلفای راشدین، اموی و عباسی تا سال ۳۳۶ ه قمری مطرح کرده‌است.